# Year of the Black Rainbow
Year of the Black Rainbow è il quinto album discografico in studio del gruppo musicale progressive rock Coheed and Cambria, pubblicato nel 2010.

## Tracce
1. One – 1:54
2. The Broken – 4:01
3. Guns of Summer – 4:47
4. Here We Are Juggernaut – 3:49
5. Far – 4:57
6. This Shattered Symphony – 4:26
7. World of Lines – 3:17
8. Made Out of Nothing (All That I Am) – 4:36
9. Pearl of the Stars – 5:03
10. In the Flame of Error – 5:28
11. When Skeletons Live – 4:21
12. The Black Rainbow (durata reale 6:03. Contiene come hidden track un reprise del brano "One", che inizia al minuto 6:10) – 7:34

## Formazione
- Claudio Sanchez - voce, chitarra, tastiere, synth
- Travis Stever - chitarra
- Michael Todd - basso
- Chris Pennie - batteria, percussioni